# Thomas Simpson (musiker)
Thomas Simpson var en engelsk musiker, der spillede viola da gamba.

## Liv og virke
Thomas Simpson fik i 1608 ansættelse i rigsorkesterethos Pfalzgreven Frederick IV i Heidelberg. Fra 1612 til 1622 arbejdede han som violinist og gambaspiller i Bückeburg hofkapel hos grev Ernst III. fra Holstein-Schaumburg. Med landsmænd som William Brade eller lutspilleren George Webster og dennes søn Maurice Webster (død 1636) var Simpson blandt de musikere, der optrådte som et uafhængigt ensemble (for den engelske musik) og i forhold til andre musikere havde særlige privilegier.
Han opholdt sig i Danmark i årene 1622-1625. Han virkede sammen med blandt andre Darby Scott. Det menes, at Reinhold Timms maleri af musikere i Christian IV kapel blandt andet viser Simpson.

## Værker
- 19 firstemmige „songes“ ifølge Titelbladet de „first frutes of my unskillfull Laboures“
- 23 femstemmige danse i Opusculum Neuwer Paduanen (Frankfurt, 1610)
- Opus Newer Paduanen, Galliarden, Intraden, Canzonen, Ricercares a 5 (Nürnberg, 1616)
- „Allegrezza musicale“ (Frankfurt, 1620)
- 7 stykker i „Taffel Consort“ (Hamburg, 1621)
- Motet: „Sicut exctatus est à 10 voc.“ (forsvundet)